# Early Christmas Morning
Early Christmas Morning è un singolo della cantante statunitense Cyndi Lauper, pubblicato nel 1998 ed estratto dal suo sesto album in studio (primo natalizio) Merry Christmas...Have a Nice Life.
La canzone, scritta da Cyndi Lauper e Jan Pulsford, è stata pubblicata ufficialmente solo in Giappone ed è presente anche nella versione giapponese dell'album Sisters of Avalon. 

## Tracce
- CD (Giappone)

1. Early Christmas Morning (radio edit) – 4:26